# Зампия Палеологина
Зампия Палеологина (на гръцки: Ζαμπíα Παλαιολογίνα), известна още като Зампея или Изабела, е византийска принцеса от династията на Палеолозите. Тя е незаконна дъщеря на император Йоан V Палеолог (1341 – 1391), която се омъжва за дипломата и преводач Иларио Дория, от когото има поне две дъщери. Възможно е името ѝ да не е било Зампия, а то да ѝ е приписано по-късно от историци поради объркване с една от дъщерите ѝ, която носела това име.

## Семеен произход и име
Зампия Палеологина се споменава като незаконна дъщеря на византийския император Мануил II Палеолог (1391 – 1425) в хроника от XVI век на Вселенската патриаршия, която също споменава брака ѝ с Иларио Дория, – италиански благородник, който се обърнал от католицизма към православието и постъпил на служба във византийския двор като дипломат и преводач. Въпреки че в исторически план тази връзка често се е приемала за чиста монета, вероятно споменаването на Мануил II като баща на Зампия е грешка от страна на хроникьора; гръцките източници определят Иларио като gambros на Мануил (което може да означава или зет от дъщеря, или зет от сестра, вероятно източникът на грешката), но западните документи изрично го определят като сестрин мъж (cognatus, levir или sororius) на Мануил II. Това означава, че Зампия всъщност е била полусестра на Мануил и следователно незаконна дъщеря на баща му Йоан V Палеолог (1341 – 1391 г.).
Византинистът Тиери Ганшу, който чрез изследване на съответните документи показа, че Зампия е сестра на Мануил II, а не негова дъщеря, също хвърля съмнение върху коректността на името Зампия, с което е спомената в хрониката. Зампия е необичайно име във византийския свят, тъй като е гръцка версия на западноевропейското име Изабела; името иначе се появява само във византийските източници за западни жени като Изабела дьо Вилардуен, принцеса на Ахея, и Изабел дьо ла Рошет, влиятелна придворна дама на императрица Анна Савойска (майката на Йоан). Въпреки че Ганшу отбеляза, че е възможно Йоан да е дал на дъщеря си италианско име, тъй като майка му е била италианка, византинистът твърди, че би било странно византийски император да кръсти така едно от децата си, било то и незаконнородено, и предполага, че преписвачът на Патриаршеската хроника е объркал името на дъщерята на Йоан V с името на една от нейните дъщери. Ганшу предполага, че тя е била кръстена с „класическо“ византийско женско име като Теодора, Ирина, Мария, Елена, Анна или Ефросина. Имената Зампия или Изабела Палеологина се използват рутинно за обозначаване на принцесата от историците.

## Биография
Зампия Палеологина е родена в края на 1370 г. Самоличността на майка ѝ е неизвестна. Доналд Никол смята, че тя може да е била част от аристократичния род на Дермокаитите. Джон У. Баркър предполага, че майката на Зампия е от западен произход, вероятно от Венеция, поради по-късния ѝ брак с Иларио Дория. Хипотезата, че майката на Зампия е била венецианка, също произтича от по-ранната версия, че Зампия е била дъщеря на Мануил II – ако е била такава, тя може да е родена по време на престоя му във Венеция от 1370 до 1373 г.
Брат ѝ Мануил полага грижи за Зампия, докато е жив. Тя е омъжена за Иларио Дория в Константинопол през 1392 г. Обръщането на Иларио към православието, записано през април 1392 г., може да се е случило във връзка със сключването на този брак. От 1397 г. до средата на 1403 г. Иларио е в Италия като част от византийско посолство. Зампия не го придружава и през това време остава в Константинопол.

## Деца
Зампия има най-малко две деца от Иларио Дория, и двете – дъщери, вероятно родени след завръщането на Иларио в Константинопол през 1403 г. Иларио имал и трета известна дъщеря на име Манфредина, която се омъжила за Йоан Хризолор, въпреки че се спори дали тя също е дъщеря на Зампия; в Prosopographisches Lexikon der Palaiologenzeit пише, че Зампия е имала три дъщери но Ганшу прави заключението, че Манфредина вероятно е била или незаконно дете, или от предишен брак на Иларио.
- Зампия Палеологина Дория (1421/1422), най-голямата дъщеря. Ганшу смята, че името ѝ е Зампия (Изабела), тъй като майката на Иларио се казвала Изабела Салвайго, и подозира, че Зампия Палеологина, спомената в патриаршеските записи, е объркване с дъщерята на Иларио. Зампия Палеологина Дория се омъжва за османския принц и претендент Кючук Мустафа през 1421 или 1422 г. [6] След сключването на брака ѝ византийците ѝ дават престижната, но празна откъм съдържание титла „Госпожа на Анатолия“ (вместо очакваната амириса, „съпруга на емира“).[15]
- Още една дъщеря (1421/1422), омъжена за „Георги Изаул“ през 1421 или 1422 г. Изаул е споменат през 20-те години на XV век от Сфранцез като човек на Димитър Палеолог.[5] Предполага се, че Изаул е същият човек като лишения от владение деспот на Епир Джорджо де Бунделмонти.[16]

## Цитирана литература
- ((fr)) Ganchou, Thierry (2008a). Ilario Doria, le gambros génois de Manuel II Palaiologos : beau-frère ou gendre?. – Revue des études byzantines, 66,  71–94, doi:10.3406/REBYZ.2008.3033, https://www.persee.fr/doc/rebyz_0766-5598_2008_num_66_1_3033
- ((fr)) Ganchou, Thierry (2008b). Giourgès Izaoul de Ioannina, fils du despote Esau Buondelmonti, ou les tribulations balkaniques d'un prince d'Épire dépossédé. – Medioevo Greco, 8,  1–41, https://www.academia.edu/3761929
- ((fr)) Ganchou, Thierry (2020). Zampia Palaiologina Doria, épouse du prétendant ottoman Muṣṭafā: un fils de Bāyezīd Ier (1421) ou de Meḥmed Ier (1422)?, In: Élisabeth Malamut & Andréas Nicolaïdès (eds). Impératrices, princesses, aristocrates et saintes souveraines: De l'Orient chrétien et musulman au Moyen Âge et au début des Temps modernes. Presses universitaires de Provence, pp. 133–167, ISBN 979-10-365-6145-0, https://www.academia.edu/8543711/Zampia_Palaiologina_Doria_%C3%A9pouse_du_pr%C3%A9tendant_ottoman_Mu%E1%B9%A3%E1%B9%ADaf%C4%81_un_fils_de_B%C4%81yez%C4%ABd_Ier_1421_ou_de_Me%E1%B8%A5med_Ier_1422_
- ((en)) Çelik, Siren (2021). Manuel II Palaiologos (1350 – 1425). Cambridge University Press, ISBN 978-1-108-83659-3, https://books.google.com/books?id=i-8WEAAAQBAJ
- ((en)) Nicol, Donald (1986). Studies in Late Byzantine History and Prosopography. Variorum Reprints, ISBN 978-0-86078-190-5, https://books.google.com/books?id=XnKgAAAAMAAJ
- ((en)) Constantinides, Costas N. (2022). Latin Knowledge, Translations and Politics during the Palaeologan period, In: Panagiotis Athanasopoulos (ed). Translation Activity in Late Byzantine World: Contexts, Authors, and Texts. Walter de Gruyter GmbH & Co KG, ISBN 978-3-11-067708-9, https://books.google.bg/books?id=cbV_EAAAQBAJ&printsec=frontcover&dq=bibliogroup:%22Byzantinisches+Archiv+%E2%80%93+Series+Philosophica%22&hl=bg&newbks=1&newbks_redir=0&source=gb_mobile_search&sa=X&redir_esc=y#v=onepage&q&f=false
- ((sr)) Cvetković, Miloš (2012). Ванбрачна деца царева династије Палеолога. – Византијски свет на Балкану, I-II,  408–409, ISBN 978-86-83883-16-5, https://dais.sanu.ac.rs/handle/123456789/12900
- ((en)) Dąbrowska, Małgorzata (2007). Ought one to marry? Manuel II Palaiologos' point of view. – Byzantine and Modern Greek Studies, 31(2),  146–156, doi:10.1179/030701307X210376, ISSN 0307-0131, https://archiv.ub.uni-heidelberg.de/propylaeumdok/3527/1/Dabrowska_Ought_one_to_marry_2007.pdf
- ((en)) Philippides, Marios (1990). Emperors, Patriarchs and Sultans of Constantinople, 1373–1513. Hellenic College Press, ISBN 0-917653-15-7
- ((de)) Trapp, Erich; Beyer, Hans-Veit; Walther, Rainer et al. (2001) [1976–1996]. 21374. Παλαιολογίνα Ζαμπíα.. – Prosopographisches Lexikon der Palaiologenzeit, CD-ROM. Wien: Verlag der Österreichischen Akademie der Wissenschaften, ISBN 3-7001-3003-1, https://archive.org/details/ErichTrappProsopographischesLexikonDerPALAIOLOGENZEIT/mode/2up
- ((el)) Vassilopoulos, Nausicaa (2015). Τα βασιλικά συνοικέσια κατά την εποχή των Παλαιολόγων (1258-1453): πολιτικές προσεγγίσεις [thesis]. Εθνικό και Καποδιστριακό Πανεπιστήμιο Αθηνών (ΕΚΠΑ). Σχολή Φιλοσοφική. Τμήμα Ιστορίας και Αρχαιολογίας, http://hdl.handle.net/10442/hedi/37048

|  | Тази страница частично или изцяло представлява превод на страницата Zampia Palaiologina в Уикипедия на английски. Оригиналният текст, както и този превод, са защитени от Лиценза „Криейтив Комънс – Признание – Споделяне на споделеното“, а за съдържание, създадено преди юни 2009 година – от Лиценза за свободна документация на ГНУ. Прегледайте историята на редакциите на оригиналната страница, както и на преводната страница, за да видите списъка на съавторите. ВАЖНО: Този шаблон се отнася единствено до авторските права върху съдържанието на статията. Добавянето му не отменя изискването да се посочват конкретни източници на твърденията, които да бъдат благонадеждни. |